# Ignacio García y León
Ignacio Ramón García y León Bustamante fue un político peruano.
Nació en Piura, Perú, el 31 de julio de 1831. Hijo de Juan Francisco García y Carrasco y Mercedes de León y Bustamante. Estudió en el Convictorio de San Carlos, en Lima, llegando a ser catedrático de derecho penal. Se graduó como Bachiller en Sagrados Cánones por la Universidad de San Marcos en 1853.
En 1865 fue nombrado cónsul ad honorem del Perú en Bayona. En 1868 fue elegido diputado suplente por la provincia de Piura junto a su hermano Francisco. En 1872 fue reelegido como diputado suplente por dicha provincia, ejerciendo ese cargo hasta 1876. En 1876 fue elegido como diputado titular o propietario por la misma provincia ejerciendo ese cargo hasta 1879. Paralalemante fue enviado como agente financiero del Perú a los Estados Unidos de América entre 1878 y 1879 tuvo la misión de cautelar la recaudación de las rentas provenientes de las ventas del guano. Cuando estalló la guerra del Pacífico, regresó al Perú, poniéndose a órdenes de Lizardo Montero.
Destacado a Lima fue apresado por las autoridades chilenas durante la ocupación de la ciudad y trasladado como prisionero a Angol en agosto de 1882 y posteriormente a Chillán, junto con el presidente Francisco García Calderón y su hermano Francisco García y León entre otros.
En 1896 fue elegido senador titular por el departamento de Piura, ejerciendo ese cargo hasta 1900. Falleció el 21 de diciembre de ese mismo año a los 69 años de edad.